# تپه گورستان شیخ علی
تپه قبرستان شیخ علی مربوط به دوران‌های تاریخی پس از اسلام است و در شهرستان زابل، بخش مرکزی، دهستان بنجار واقع شده و این اثر در تاریخ ۷ مهر ۱۳۸۱ با شمارهٔ ثبت ۶۴۹۲ به‌عنوان یکی از آثار ملی ایران به ثبت رسیده است.